# Venusia suffusa
Venusia suffusa là một loài bướm đêm trong họ Geometridae.